# Браду-Клокотичи (Валча)
Браду-Клокотичи (рум. Bradu-Clocotici) насеље је у Румунији у округу Валча у општини Раковица. Oпштина се налази на надморској висини од 377 m.

## Становништво
Према подацима из 2002. године у насељу је живело 244 становника, од којих су сви румунске националности.